# Západní Alpy
Západní Alpy (francouzsky Alpes occidentales, italsky Alpi Occidentali, německy Westalpen, rétorománsky Alps occidentals) jsou jedna ze dvou geomorfologických provincií Alp. Za hranici mezi Západními a Východními Alpami se považuje údolí Rýna na východě Švýcarska severně od průsmyku Splügen; na jih od tohoto průsmyku tvoří hranici řeka Liro (údolí Valle Spluga) a jezero Como. Patří sem veškeré francouzské, většina švýcarských, větší část italských Alp a území celého Monaka.
Západní okraj tvoří nížina Rhôny, která odděluje Alpy od francouzského Centrálního masivu. Ze severozápadu lemuje Západní Alpy Švýcarská plošina (Schweizer Mittelland), vysočina, která je pokračováním Alpského podhůří, jež je zde vetknuto mezi Západní Alpy a Juru. Jak Alpské podhůří, tak Jura se považují za vnější podoblasti alpského subsystému.
Západní Alpy jsou vyšší než východní. Téměř všechny evropské čtyřtisícovky (s výjimkou Piz Bernina) najdeme zde. Nejvyšším vrcholem Západních Alp, Alp i celé Evropy je Mont Blanc (4 808 m) na francouzsko-italské hranici.

## Členění
Součástí Západní Alp jsou pohoří: Ligurské Alpy, Přímořské Alpy, Kottické Alpy, Provensálské Alpy, Dauphinéské Alpy, Grajské Alpy, Penninské Alpy, Vanoise, Savojské Alpy, Bernské Alpy, Freiburské Alpy, Švýcarský Jura, Lepontské Alpy, Adulské Alpy, Urnské Alpy, Glarnské Alpy a Sanktgallenské Alpy.